# Orenstein & Koppel

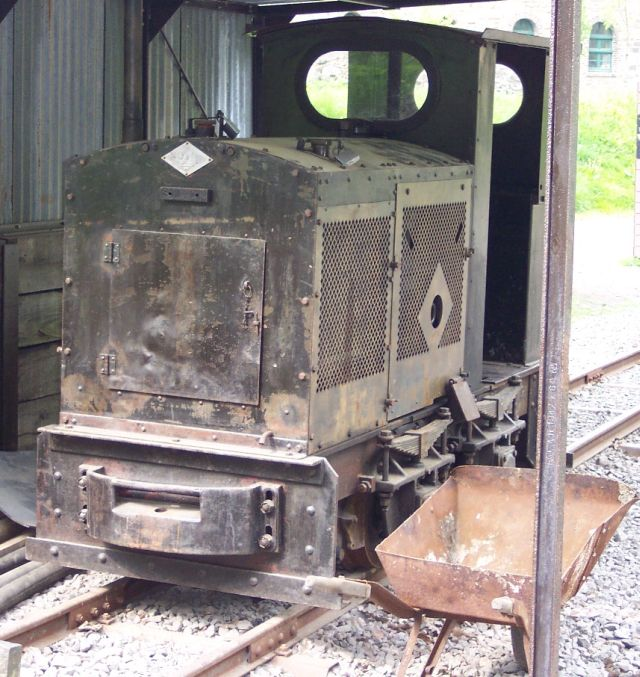
O&K Smalspoorlocomotief

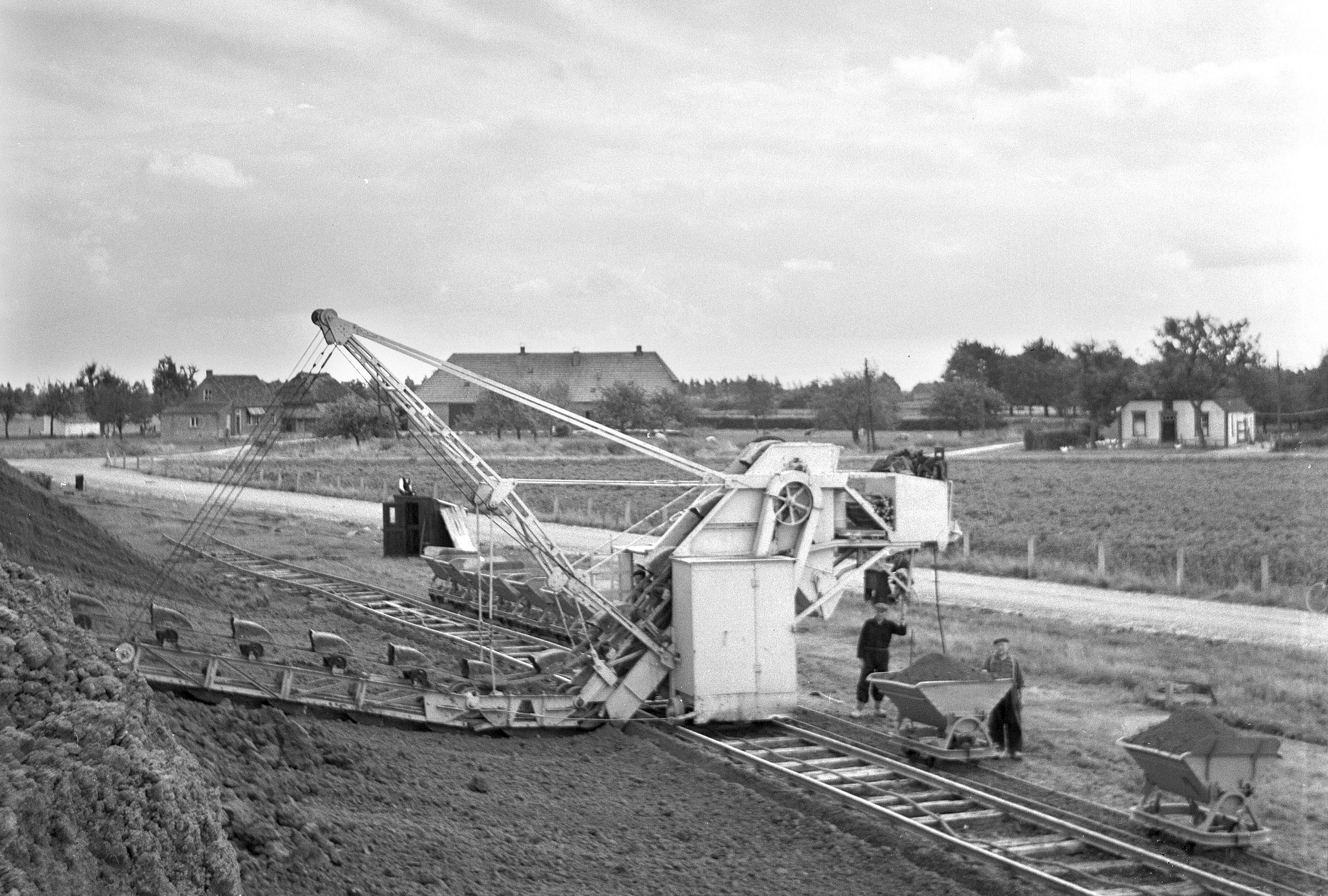
O&K excavateur voor afgraven klei

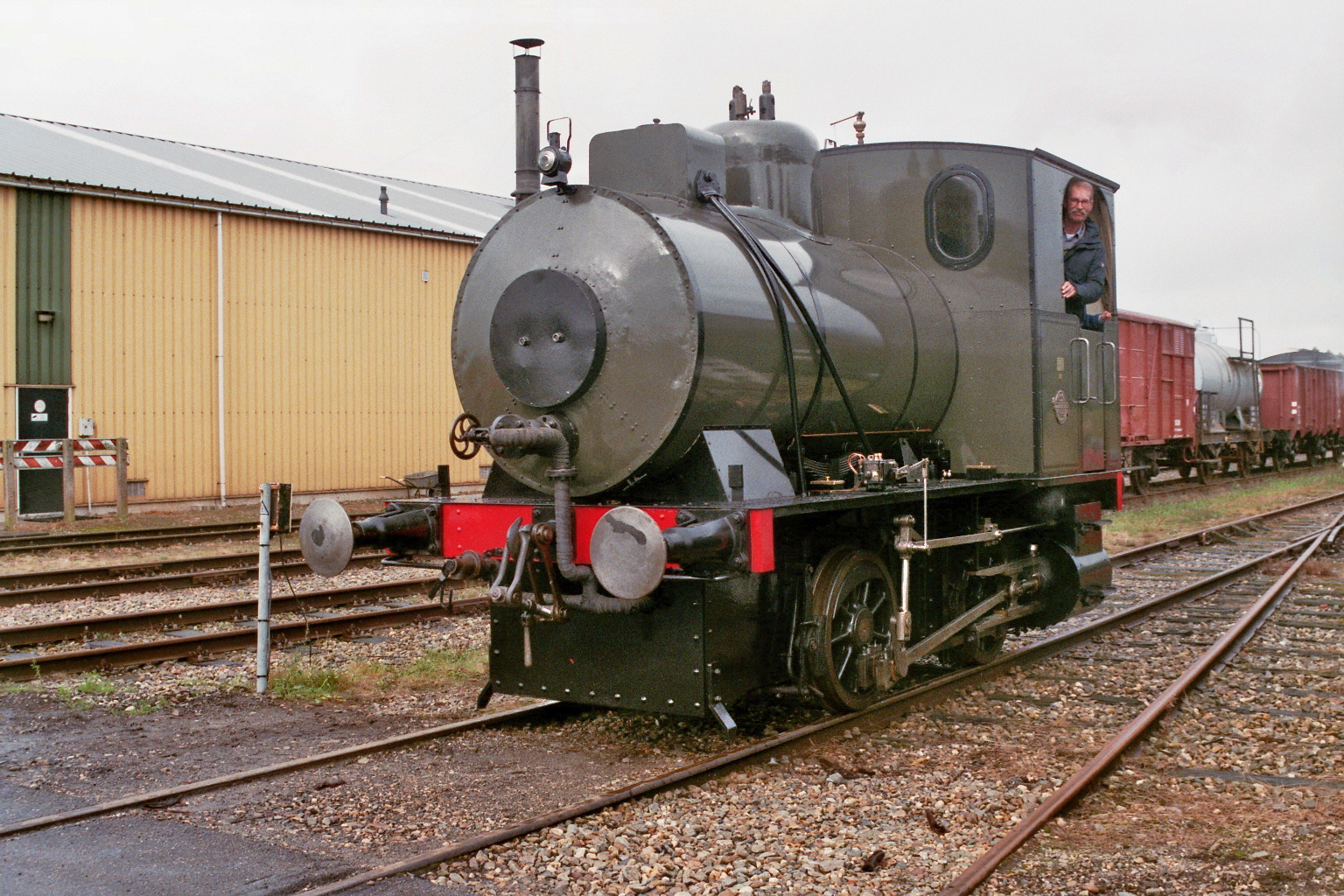
Vuurloze locomotief 6326

Orenstein & Koppel was een Duitse fabrikant van grondverzetmachines, roltrappen en spoorwegmaterieel. Het bedrijf werd door Benno Orenstein en Arthur Koppel in april 1876 opgericht in Schlachtensee bij Berlijn.
Orenstein & Koppel is in eerste instantie begonnen met het fabriceren van spoorwegmaterieel, excavateurs (grondgraafmachines; stalen ladder, waarover op een ketting zonder eind stalen graafemmers lopen) en kranen waarmee het ook groot werd, en later ook hydraulische kranen en diesellocomotieven. In de vijftiger jaren werden ook landbouwtractoren geproduceerd. Tot het concern behoorden ook Lübecker Maschinenbau Gesellschaft, Faun en Crede.
Een aantal van de bekende stoomtrams van de RTM en van de Museumstoomtram Hoorn - Medemblik werd gebouwd door Orenstein & Koppel. Ook de vuurloze stoomlocomotief 6326 is gebouwd door Orenstein & Koppel. Deze locomotief is van het type Zurdos en gebouwd in 1913. Deze locomotief die van van 1913 tot 1929 bij van de margarinefabriek van Jurgens in dienst was en van 1929 tot ongeveer 1970 bij de Verenigde Oliefabrieken Zwijndrecht is museaal bewaard gebleven en is, na een verblijf bij de SSN, in rijvaardige toestand in 2017 ondergebracht bij de STAR in Stadskanaal.

## Spoorwegmaterieel

### Deutsche (Bundes)Bahn
Locomotor
- Baureihe Köf III

Treinstellen
- Baureihe 420/421, later als SL X420 bij de Zweedse Storstockholms Lokaltrafik
- Baureihe 515

### Deutsche Reichsbahn
Stoomlocomotieven
- Baureihe 41
- Baureihe 50
- Baureihe 52
- Baureihe 65.10
- Baureihe 86
- Baureihe 87
- Baureihe 99 verzamelreeks voor smalspoorstoomlocomotieven
  - Baureihe 99.18
  - Baureihe 99.29
  - Baureihe 99.32
  - Baureihe 99.164
  - Baureihe 99.400
  - Baureihe 99.450

### Nederlandse Spoorwegen
Stoomlocomotief
- NS 8000

### Pruisische Staatsspoorwegen
- Pruisische T 37
- Pruisische T 38
- Pruisische T 39